# Luís Montenegro
Luís Filipe Montenegro Cardoso de Morais Esteves, född 16 februari 1973 i Porto, är en portugisisk advokat och politiker. Han är  Portugals 119:e premiärminister sedan den 2 april 2024 och leder den XXIV regeringen. Han är även ordförande för Socialdemokratiska partiet sedan den 1 juli 2022.

## Biografi
Luís Montenegro föddes i Porto, är gift med Carla Montenegro och har två barn.
Han är advokat, utbildad i juridik vid Portugisiska katolska universitetet och har en examen i dataskydd från samma universitet.
Luís Montenegro är även ordförande för två stora portugisiska företags bolagsstämmor: ett inom handel, Rádio Popular SA, och ett inom industri och turism, gruppen Ferpinta.

## Politisk karriär
Inom kommunalpolitiken var han medlem och ordförande för kommunfullmäktige samt kommunalråd i Espinhos kommunfullmäktige, och har också tjänstgjort som ledamot i Portos metropolitanska församling.
I Republikens församling var han vice ordförande och ordförande för Parlamentsgruppen för PSD, medlem av flera parlamentsutskott, ordförande för underkommittén för inrikesfrågor, medlem av den portugisiska delegationen till Natos parlamentariska församling, och samordnare för PSD:s parlamentsgrupp i utskottet för konstitutionella frågor och i försvarsutskottet.
År 2008 rapporterades det att han hade blivit invigd i frimureriet, i Loja Mozart, som tillhör Portugals stora lagliga frimurarloge. Men hans invigning formaliserades aldrig i något dokument från Portugals stora lagliga frimurarloge. Luís Montenegro förnekar att han är frimurare eller har någon koppling till frimureriet.
Han valdes till ordförande för PSD:s parlamentsgrupp i juni 2011, efter PSD:s relativa seger under ledning av Pedro Passos Coelho i parlamentsvalet 2011. I oktober 2015 blev han återigen vald till ledare för parlamentsgruppen efter att koalitionen Portugal à Frente (PSD-CDS) vunnit parlamentsvalet 2015, men utan att erhålla majoriteten av de giltiga rösterna eller välja tillräckligt många ledamöter för att bilda en parlamentarisk majoritet. Då etablerade Socialistpartiet gemensamma deklarationer med partierna till vänster om sig för att bilda en parlamentarisk majoritet, kallad “Geringonça” av Paulo Portas. Han innehade denna post under XIII legislaturen, då landets regering leddes av koalitionen PSD-CDS, och under XII legislaturen, fram till att han meddelade sin avgång från parlamentet i juni 2017.
I februari 2020 förlorade han valkampanjen för PSD:s nationella ledarskap mot den sittande ordföranden, Rui Rio. Luís Montenegro vann dock den nationella omröstningen inom PSD den 28 maj 2022, där han besegrade Rui Rio. PSD:s nationella kongress ägde rum mellan 1 och 3 juli 2022 och Luís Montenegro tillträdde som ordförande den 3 juli 2022.